# Peshitta
 (novembre 2024).
Motif : article confus et souvent non sourcé. Même après un important travail de coupe, il semble présenter des théories inédites et/ou alternatives.
La Peshitta (syriaque (araméen) : ܦܫܝܛܬܐ) est une des plus anciennes traductions syriaques de la Bible, Ancien et Nouveau Testament. Elle fait partie des cinq ou six traductions syriaques de la Bible qui ont été largement répandues au Proche-Orient dans les premiers siècles du christianisme.
Le consensus des spécialistes est que l'Ancien Testament de la Peshitta a été traduit en syriaque à partir de l'hébreu biblique, probablement au IIe siècle de notre ère, et que le Nouveau Testament de la Peshitta a été traduit depuis la koinè, probablement au début du Ve siècle. Ce Nouveau Testament, excluant d'emblée cinq livres contestés, est devenu une version officielle au début du Ve siècle. 
La Peshitta est la version de référence de la Bible pour les Églises suivantes : 
- Église maronite,
- Église catholique chaldéenne,
- Église catholique syriaque,
- Église syriaque orthodoxe,
- Église apostolique assyrienne de l'Orient (Église des deux conciles),

et au Kérala en Inde pour les Églises suivantes : 
- Église malabare indépendante,
- Église catholique syro-malankare,
- Église malankare Mar Thoma,
- Église catholique syro-malabare.

## Présentation
Le nom « Peshitta », transcrit de l'alphabet syriaque en alphabet latin, a été écrit de différentes façons : Peshitta, Pshitta, Pšittâ, Pshitto, Fshitto. Elles sont toutes acceptables, mais Peshitta est l'orthographe la plus classique.
L'Ancien Testament de la Peshitta a été traduit de l'hébreu (et de l'araméen pour les quelques passages écrits directement en araméen comme certains chapitres du Livre de Daniel...).
Il existe un débat concernant la partie Nouveau Testament de la Peshitta : le consensus majoritaire parmi les biblistes occidentaux est qu'il s'agit d'une version traduite du grec au Ve siècle (bien que cela soit contesté par quelques chercheurs), mais au sein des Églises ou de la communauté et de la diaspora de langue syriaque, l'accent est mis sur la transmission continue de traditions orales et écrites propres à l'Église syriaque, au moins pour les évangiles, qui remonteraient plus haut dans le temps. Pour les Évangiles, le Diatessaron a pu lui-même puiser dans ces mêmes traditions, et la Peshitta être à son tour influencée en partie par lui, même si un des buts liés à sa diffusion a été de remplacer le Diatessaron.
La Peshitta comme toutes les versions syriaques, se rattache au type occidental selon la classification des manuscrits du Nouveau Testament (avec la Vetus Latina et la Vulgate latine de Jérôme, ces versions latines ayant donné le nom d'occidental à l'ensemble des versions de ce type, y compris syriaques), mais avec d'importantes spécificités par rapport à la Vetus Latina ou la Vulgate latine. Une de ses spécificités est que la Peshitta ne comprend que 22 livres du Nouveau Testament, les cinq derniers livres du canon biblique actuel étant manquants (les cinq ayant été admis dans le canon le plus tardivement) : épîtres 2-Pierre, 2-Jean, 3-Jean, Jude (proche de 2-Pierre), et Apocalypse.
La Peshitta donne une indication à la fin de chaque évangile (Cf "Les évangiles, traduit du texte araméen", présentés et annotés par Joachim Elie et Patrick Calame) : 
- annonce de Mattaï (Matthieu), qui a parlé hébreu en Palestine,
- annonce de Marqos (Marc) qui a parlé romain à Rome,
- annonce de Louqâ (Luc), qui a parlé grec à Alexandrie,
- annonce de Youhanân (Jean), qui a parlé grec à Éphèse.

## La dénomination «Peshitta»
Le terme « Peshitta » est dérivé du syriaque mappaqtâ pšîṭtâ (ܡܦܩܬܐ ܦܫܝܛܬܐ), qui signifie littéralement « version simple ». Toutefois, il est également possible de traduire pšîṭtâ par « commun » (vulgate ; qui est faite pour tous), ou par « directe », mais la traduction habituelle est « la simple ». Son homologue arabe est البسيطة Al-Basîṭah, qui veut également dire « le simple ». On ignore de quand date le terme « Peshitta » ; il apparaît pour la première fois chez Moïse Bar Képha, puis chez Bar-Hebraeus (XIIIe siècle),. Le titre de Peshitta permet donc à la fois d'exprimer l'idée de simplicité, de standard commun comme la vulgate latine, et de se démarquer de la (plus complexe) Hexapla d'Origène, version polyglotte composée vers 240 apr. J.-C., et comportant six colonnes (d'où le nom d'Hexapla) en parallèle : quatre traductions en grec du Tanakh (l'Ancien Testament), dont une de la Septante utilisée par les chrétiens (ce qui conduisait à des polémiques avec les juifs de l'époque), d'autres versions juives plus récentes et érudites cherchant à se démarquer de la Septante, une colonne en Hébreu (ou Araméen), et une translittération du texte hébreu/araméen en caractères grecs. Une traduction syriaque de cette Hexapla a été produite en syriaque au VIIe siècle.

## Datation de la traduction en syriaque
Toutefois la version syriaque de la Bible est bien plus ancienne que la dénomination Peshitta, ainsi Méliton de Sardes, qui vivait au IIe siècle, parle d'une version syriaque de l'Ancien Testament. Méliton de Sardes s'était rendu en Palestine pour effectuer des recherches sur la Bible hébraïque, vers l'année 170. La future Peshitta est aussi souvent mentionnée par les Pères de l'Église du IVe siècle, comme saint Augustin, saint Jean Chrysostome et d'autres. Il en est de même pour Éphrem le Syrien qui naquit à Nisibe et vécut à Édesse au IVe siècle.

### Origines
Quasiment toutes les affirmations concernant la paternité de la Peshitta et l'époque ou le lieu de son origine sont l'objet de controverses parmi les chercheurs. Pour différentes traditions juives ou chrétiennes, la Peshitta aurait été traduite sur l'ordre d'Abgar V (mort vers 50). C'est dans les décennies suivantes qu'apparaît aussi le Targoum Onkelos. En fait, il s'agit plutôt de l'époque à laquelle les textes juifs qui constitueront la Bible par la suite, ont commencé à être traduits en syriaque (dialecte de l'araméen). Des recherches ont montré que la version syriaque, même celle de l'Ancien Testament, n'a été faite ni par un traducteur unique, ni à un moment donné, mais que la traduction de tous les textes s'est prolongée pendant plusieurs siècles.
Selon la Jewish Encyclopedia, « la tradition qui relie cette traduction avec Abgar, roi d'Édesse, est la plus probable. » D'après l'historien chrétien Bar-Hebraeus, Abgar aurait envoyé des hommes en Palestine pour traduire la Bible en syriaque. Le point de vue dominant dans la tradition chrétienne occidentale antique est que le roi Abgar d'Édesse — contemporain de Jésus — a commandité la traduction. Pour autant Théodore de Mopsueste (IVe siècle) déclare que le traducteur de la version en syriaque est inconnu. Au siècle suivant, Philoxène de Mabboug fournit deux noms pour la version qu'il utilise: Symmaque et Aquila. Ce dernier renvoie probablement à Onquelos — déformation du nom Aquila dans le Talmud — florissant dans la génération qui suit Abgar V, plutôt qu'à Aquila de Sinope, qui a traduit la Bible hébraïque en grec une ou plutôt deux générations plus tard. Toutefois, le Targoum Onkelos en araméen ne concerne que la Torah, c'est-à-dire les cinq premiers livres de la Bible et ces auteurs des IVe – VIe siècle parlent d'une version complète de la Bible en syriaque. Dans la tradition chrétienne orientale antique, le point de vue dominant est que cette traduction aurait été faite par Marc l'évangéliste, donc aussi au Ier siècle après les années 30.
Au VIIe siècle, Jacob d'Édesse attribue l'origine de la Peshitta aux efforts d'Abgar « le croyant » roi d'Édesse, associé à Addai l'apôtre (Thaddée d'Édesse), dont il est dit qu'ils ont envoyé des savants en Palestine pour traduire la Bible en syriaque,. Les cinq premiers livres de la Bible (la Torah) pourraient avoir été traduits sous les ordres du roi Abgar. Pour la Jewish Encyclopedia, Wichelhaus fut le premier à identifier Abgarus (Abgar) avec Izatès, roi d'Adiabène. L'argumentation de Wichelhaus est fondé sur le récit concernant Abgar donné par Moïse de Khorène. Toutefois cette identification est contestée. Des indications de ces historiens antiques, on peut retenir que les Monobaze et les Abgar étaient deux dynasties très proches, mais l'identification d'Abgar V avec Izatès II n'est pas reprise par les historiens. Pour la Jewish Encyclopedia, ces sources sont en accord avec ce qu'écrit Flavius Josèphe lorsqu'il dit qu'Izatès a envoyé ses cinq fils à Jérusalem pour étudier l'hébreu et recevoir une éducation juive,.
Une partie des critiques estiment que le Targoum de Job découvert dans la grotte 11 près des ruines de Qumrân est le même que celui qui selon le Talmud (Shabbat XIII, 2) aurait été interdit par Gamaliel l'Ancien au milieu du Ier siècle, « à cause de certaines difficultés relevant de la déviance. » Même si cette identification est disputée, le manuscrit retrouvé près de Qumrân indique que certains livres de la Bible hébraïque avaient été traduits en araméen avant l'an 70.

## Influence de la Septante
Le travail de traduction a continué jusqu'au IVe siècle. Au temps d'Ephrem le Syrien toute la Bible avait été rendue en syriaque.
Selon la Jewish Encyclopedia, la Peshitta a été traduite directement de l'hébreu, conformément à la tradition juive en cours en Palestine. Mais comme cette traduction est une collection de versions populaires, il était inévitable que plusieurs parties de l'Ancien Testament soient influencées par la Septante. Dans le Pentateuque (Torah), le Livre de la Genèse est plus fortement influencé par la Septante que les quatre autres livres, pourtant cela ne prouve pas que l'ensemble du Pentateuque n'a pas été traduit par un seul homme. Si Ézéchiel et les Proverbes sont étroitement en accord avec la version juive araméenne (Targum), les douze petits prophètes quant à eux suivent la version de la Septante.
La traduction des Chroniques est en partie midrashique et semble être d'une époque beaucoup plus tardive, car elle diffère beaucoup de celle des autres livres.

## Le Diatessaron

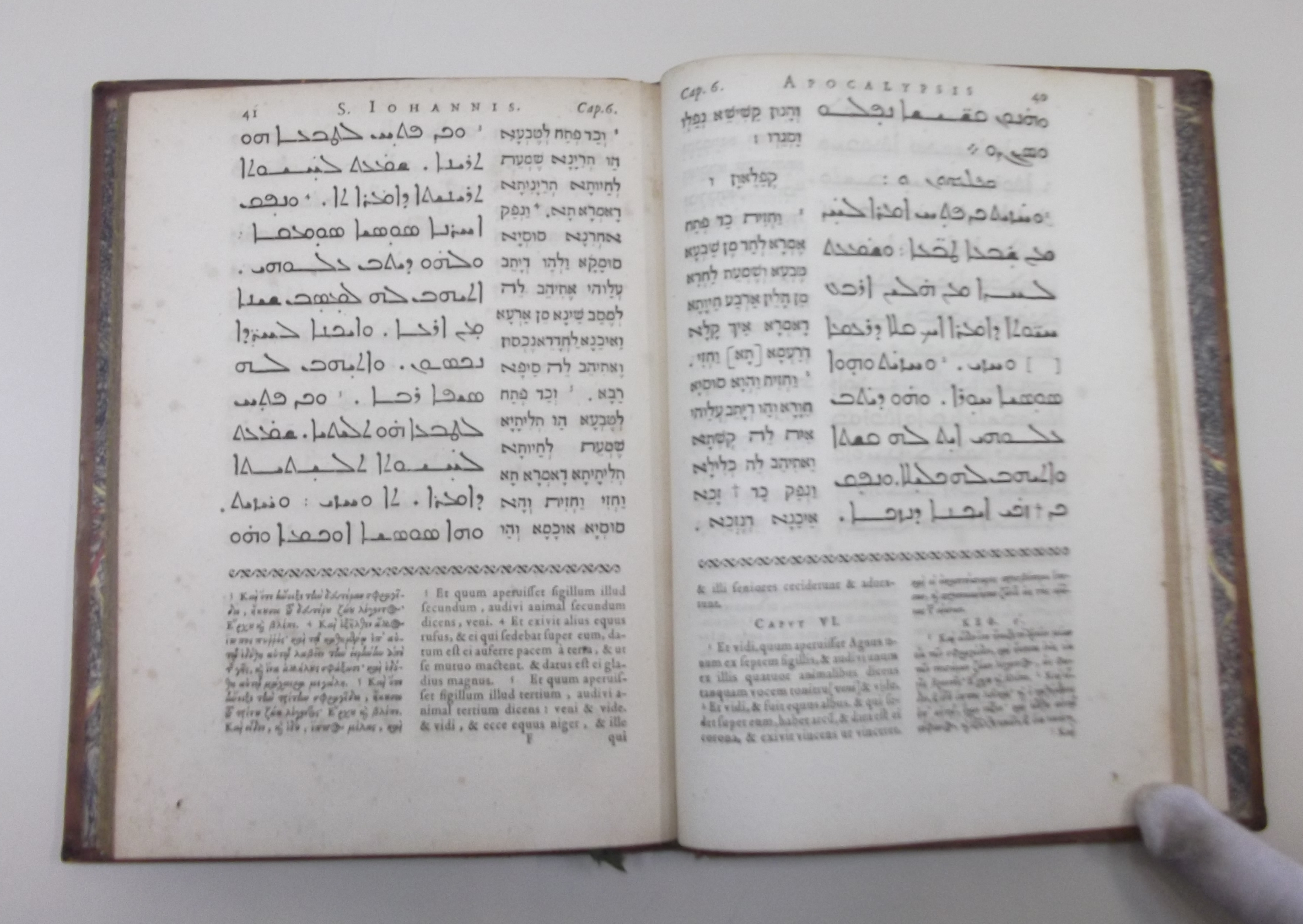
[BIBLE. N.T. Apocalypse. Polyglotte.] Gelyānā ude-Yoḥanan qaddīsha, id est, Apocalypsis Sancti Iohannis. — Lugduni Batavorum : Ex Typ. Elzeviriana, 1627.

La Peshitta aurait été traduite par Rabbula, évêque d'Édesse (411-435) et publiée sous son autorité comme substitut au Diatessaron, un évangile écrit en syriaque (probablement à Édesse) par Tatien le Syrien, dans la seconde partie du IIe siècle.
Tout comme pour les plus anciens manuscrits grecs du Nouveau Testament (codex Sinaïticus, codex Vaticanus, Codex Alexandrinus, Codex Ephraemi Rescriptus, Codex Bezae...), certains passages font défaut par rapport aux versions que nous connaissons aujourd'hui : il manque notamment dans les Actes des Apôtres les versets 8:37, 15:34 et 28:29. Ces manques sont liés à l'état dans lequel se trouvait le texte de référence à l'époque de Rabbula d'Édesse (mort en 435), qui avait pour mission de faire entrer le christianisme syriaque dans le cadre de l'orthodoxie de l'Église, et la rédaction de la Peshitta.
Rabula interdit l'usage du Diatessaron dans les églises et le remplaça par sa version en syriaque des quatre évangiles canoniques.

## Anciennes versions
Il existe deux versions sans doute plus anciennes que la Peshitta : 
- la Syriaque curetonienne, découverte par William Cureton en 1842 en Égypte et datant du Ve siècle ;
- le Codex Sinaiticus Syriacus, découvert en 1892 par Agnes Smith Lewis sous la forme d'un palimpseste dans la bibliothèque du monastère Sainte-Catherine du Sinaï (appartenant à une juridiction autonome de l'Église orthodoxe) et datant du IVe siècle.

### Sources
- Cet article contient des extraits de la Jewish Encyclopedia de 1901–1906 dont le contenu se trouve dans le domaine public.